# Hägdarve och Dede
Hägdarve och Dede var en av SCB avgränsad och namnsatt småort i Gotlands kommun. Den omfattar bebyggelse omkring byarna Hägdarve och Dede i Follingbo socken, belägen mellan centralorten Visby och Roma. Vid avgränsningen 2023 avregistrerades småorten